# 许堡乡 (哈尔滨市)
许堡乡是中国黑龙江省哈尔滨市呼兰区下辖的一个乡，位于呼兰北部。